# Jamal Khashoggi
Jamal Ahmad Khashoggi (uitgesproken Djamal Ahmad Chasjoqdji) (Arabisch: جمال أحمد خاشقجي, Dschamāl Ahmad Chāschuqdschī) (Medina, ca. 13 oktober 1958 – Istanboel, 2 oktober 2018) was een Saoedi-Arabisch journalist en columnist voor The Washington Post.
Jamal Khashoggi was een moedige voorstander van democratie en mensenrechten. Hij was ervan overtuigd dat respect voor politieke en burgerrechten van elk individu de oplossing zou worden van de problemen van oorlog en instabiliteit in de Arabische wereld. Hij werkte binnen het systeem om democratische hervormingen te bepleiten. Toen dat niet meer mogelijk was, vertrok hij naar de Verenigde Staten en zette zijn werk van buitenaf voort. In februari 2018 richtte hij de organisatie 'Democracy for the Arab World Now'(DAWN) op, een NGO voor democratie en mensenrechten in het Midden-Oosten en Noord Afrika (MENA).
Enkele maanden daarna, op 2 oktober werd Jamal Khashoggi vermist nadat hij het Saoedi-Arabische consulaat in Istanboel binnen was gegaan om documenten voor zijn huwelijk op te halen. Zijn verdwijning, en enige tijd later, bevestiging van zijn overlijden leidden tot internationale verontwaardiging en diplomatieke commotie. Nadien bleek dat hij is vermoord door een Saoedisch moordcommando. De Saoedische kroonprins Mohammad bin Salman al-Saoed heeft erkend dat hij medeverantwoordelijkheid draagt voor de moord.

## Biografie
Jamal Khashoggi's grootvader, Mohammed Khashoggi, was van Turkse afkomst. Deze trouwde met een Saoedi-Arabische vrouw en werd persoonlijk arts van koning Abdoel Aziz al-Saoed. Khashoggi is de neef van wapenhandelaar Adnan Khashoggi, die bekend werd door zijn aandeel in de Iran-Contra-affaire in de jaren 1980.
Khashoggi volgde basis- en voortgezet onderwijs in Saoedi-Arabië. Hij behaalde in 1982 een bachelor in bedrijfskunde aan de Indiana State University in de Verenigde Staten.
Jamal Khashoggi begon zijn carrière in 1983 als regionaal manager voor Tihama Bookstores. Later werkte hij als correspondent voor de Saudi Gazette. Van 1985-1987 was hij assistent-manager voor de krant Okaz. Tussen 1987 en 1990 was hij verslaggever voor diverse Arabische kranten en tijdschriften, waaronder Al Sharq Al Awsat, Al Majalla en Al Muslimoon. Khashoggi was waarnemend hoofdredacteur en hoofdredacteur van Al Madina tussen 1991 en 1999. In die periode was hij buitenlandse correspondent in Afghanistan, Algerije, Koeweit, Soedan en in het Midden-Oosten. Er wordt beweerd dat hij in deze periode zowel voor het Saoedi-Arabische inlichtingenbureau werkte als voor de Verenigde Staten.
In 1999 werd hij benoemd tot adjunct-hoofdredacteur van Arab News. Hij bleef in die functie tot 2003. Khashoggi werd een korte periode in 2003, hoofdredacteur van het Saoedi-Arabische dagblad Al Watan, dat hij wilde veranderen in een progressief platform. Hij werd daar in mei 2003 ontslagen door het Saoedische ministerie van Informatie omdat hij een columnist toestemming had gegeven om kritiek te uiten op de islamitische geleerde Ibn Taymiyya (1263-1328), die wordt beschouwd als de grondlegger van het wahabisme. Na dit ontslag ging Khashoggi in vrijwillige ballingschap naar Londen. Hij werd adviseur media voor prins Turki Al Faisal die toen ambassadeur van Saoedi-Arabië in de Verenigde Staten was. In april 2007 werd Khashoggi voor de tweede keer hoofdredacteur van Al Watan.
Hij werd daar op 17 mei 2010 waarschijnlijk opnieuw ontslagen, na het verschijnen van een column van dichter Ibrahim al-Almaee. Er wordt gedacht dat hij moest vertrekken vanwege kritische artikelen over de strenge islamitische regels in Saoedi-Arabië. In 2015 begon hij het satellietnieuwskanaal Al-Arab, gevestigd in Bahrein. Dit nieuwskanaal werd gesteund door miljardair Alwaleed bin Talal en werkte samen met de Amerikaanse nieuwszender Bloomberg Television. Het kanaal was echter minder dan 11 uur in de lucht voordat het werd uitgeschakeld door Bahrein.
Khashoggi was ook politiek commentator voor diverse media, waaronder MBC, BBC, Al Jazeera en Dubai TV. Tussen 2012 en 2016 werden zijn columns regelmatig gepubliceerd door Al Arabiya.
In december 2016 werd Khashoggi door Saoedi-Arabische autoriteiten verboden te publiceren of op televisie te verschijnen "wegens kritiek op de Amerikaanse president-president Donald Trump". In mei 2018 uitte Khashoggi kritiek op de arrestatie van vrouwenrechtenactivist Loujain al-Hathloul.
Khashoggi stond ook kritisch tegenover de regering in Saoedi-Arabië en tegenover kroonprins Mohammed bin Salman. Hij trad op in Arabische talkshows en uitte commentaar op het buitenlandbeleid, op de interventie in Jemen en op het optreden van de regering tegen mensen met een afwijkende mening. Khashoggi vluchtte uit Saoedi-Arabië nadat hij daar verbannen werd van de sociale media, met name van Twitter.
Sinds september 2017 woonde Khashoggi in Washington, maar hij had ook een appartement in Istanboel. Hij wilde Amerikaans staatsburger worden. Hij schreef columns voor The Washington Post.
In 2018 startte Khashoggi een nieuwe politieke partij met de naam Democratie voor de Arabische Wereld.

### Relatie met Osama bin Laden
Khashoggi interviewde Bin Laden verschillende keren. Hij ontmoette Bin Laden vaak in Tora Bora, en ook in 1995 in Soedan. Naar verluidt probeerde Khashoggi Bin Laden ooit te overtuigen om met geweld te stoppen.
Khashoggi was de enige niet-koninklijke Saoedi-Arabiër die wist van de intieme omgang van de vorst met al-Qaeda in de aanloop naar de terroristische aanslagen van 11 september 2001. Hij distantieerde zich na de aanslagen van Bin Laden.

### Verdwijning
Khashoggi bezocht op 28 september 2018 het Saoedische consulaat in Istanboel om administratieve stappen te zetten voor zijn huwelijk. Hij wilde papieren voor zijn echtscheiding ophalen om met de Turkse Hatice Cengiz in het huwelijk te kunnen treden. Hij kon er toen niet terecht. Hem werd gezegd op 2 oktober 2018 terug te komen.
Op 29 september hield hij in Londen op de verjaardag van de Oslo-akkoorden een lezing over de rol van Saoedi-Arabië in het conflict tussen Israël en de Palestijnen. Vervolgens ging hij weer naar Turkije om het consulaat te bezoeken. Het Turkse personeel had een dag vrijaf gekregen. Na het bezoek op 2 oktober kwam Khashoggi niet meer terug. Zijn verloofde Cengiz, die buiten op hem stond te wachten, meldde rond middernacht vervolgens de verdwijning.
Volgens Turkse bronnen werd Khashoggi in het consulaat gefolterd, waarbij onder andere zijn vingers werden afgesneden. Later zou hij zijn gedood door onthoofding.

## Gebeurtenissen na de verdwijning
Vier dagen na de verdwijning stelde het Turkse Openbaar Ministerie officieel een onderzoek in naar de verdwijning. Ook inspecteurs uit Saoedi-Arabië gingen naar Istanboel om onderzoek te doen, hoewel vanuit de Saoedische hoofdstad Riyad werd gezegd dat Khashoggi het consulaat levend zou hebben verlaten.
Volgens The New York Times kwamen de verdachten uit de omgeving van de Saoedische kroonprins Mohammad bin Salman. Een van de verdachten was Maher Abdulaziz Mutreb, die vaak gezien was samen met de kroonprins en die mogelijk een lijfwacht van hem was. Een andere verdachte was forensisch arts Salah al-Tubaigy. Deze zou op de dag van de verdwijning met 14 anderen in een privévliegtuig naar Turkije gevlogen zijn en werd verdacht van het in stukken zagen van het lichaam. Tubaigy zou een botzaag bij zich hebben gehad.
Gedurende meer dan 2 weken na de verdwijning ontkende Saoedi-Arabië dat Khashoggi dood zou zijn. De Arabische regering beweerde aanvankelijk dat hij het consulaat levend had verlaten. Op 20 oktober werd op de Saoedische televisie echter openbaar gemaakt dat Khashoggi overleden was na een “gevecht” en dat 18 mensen in verband daarmee gearresteerd waren. De Saoedische minister van Justitie verklaarde dat de dood van Khashoggi door een Saoedische rechter zou worden behandeld, omdat Khashoggi was overleden op Saoedisch grondgebied − het consulaat in Istanboel −, daarmee aangevend dat het onderzoek vanuit dat land moest gebeuren. De koning van Saoedi-Arabië beval ook twee hoge ambtenaren te ontslaan, een adviseur van de kroonprins en de vicedirecteur van de veiligheidsdienst.
Op 16 november kreeg Khashoggi een symbolische uitvaart in de Fatih-moskee in Istanboel. Khashoggi's lichaam was op dat moment spoorloos.
Gedurende de maand november bleef bij internationale waarnemers en media de vraag open of het aannemelijk was dat Salman volstrekt onwetend was van wat betreft "het moordcommando". Diens onbetwiste status van de "sterke man" in de oliestaat riep daarover veel twijfel op. President Trump reageerde in eerste instantie beheerst op aandrang van zijn Turkse ambtgenoot Erdogan, die zijn kans greep om "de mensenrechtenkaart", zowel tegenover zijn Arabische concurrent-macht, als tegenover NAVO-bondgenoot de VS, te spelen. Trump stuurde het hoofd van de CIA Gina Haspel ter plaatse en wilde de opsporingsactiviteiten afwachten.
Eind november, bijna twee maanden na de moord en nog voor het uitkomen van het CIA-rapport, maakte Trump duidelijk dat op grond van zijn motto "America First" het handelsbelang (de grote wapenorder van de Saoedi's van begin 2017) en het bondgenootschap (anti-Iran) moesten prevaleren. Hij zei in het midden te laten of de Saoedische kroonprins de opdracht tot de moord op Khashoggi al dan niet had gegeven, en noemde de wereld "een gevaarlijke plek".
Op 20 november 2018 zei Trump dat de CIA nog niet tot een conclusie was gekomen wat betreft de rol van Salman. Trumps beweringen werden bekritiseerd door Congresleden van beide partijen, die toezegden een onderzoek in te stellen. Adam Schiff, top-Democraat in de Inlichtingencommissie van het Huis, die werd ingelicht door de CIA, beschuldigde president Trump ervan dat hij loog over wat de CIA had vastgesteld. 
Op 13 december nam de Senaat – contrair aan het standpunt van het Witte Huis – unaniem een resolutie aan die uitsprak dat de Saoedische kroonprins Mohammad bin Salman persoonlijk verantwoordelijk is voor de dood van Khashoggi.
Op dezelfde dag stemde de Senaat met 56-41 stemmen vóór wetgeving om de militaire steun voor de door Saoedi-Arabië geleide interventie in Jemen te staken. Een besluit dat is toe te schrijven aan senatoren die Saoedi-Arabië willen straffen voor de moord op Khashoggi en voor de humanitaire crisis in Jemen, dat wordt geteisterd door hongersnood en mensenrechtenschendingen.
Dit was de allereerste keer dat de Senaat toepassing gaf aan de War Powers Act. Het Huis van Afgevaardigden blokkeerde vervolgens ternauwernood het overwegen van elke War Powers-resolutie om Amerikaanse militaire acties in Jemen gedurende een jaar te overwegen.

### Geluidsopnamen
De Turkse overheid zou bewijzen voor de moord hebben vanuit illegaal gemaakte geluidopnamen die bedoeld waren om het consulaat af te luisteren. Volgens CNN gebeurde dit alles tijdens een uit de hand gelopen ondervraging. Het lichaam van Khashoggi zou in stukken gezaagd zijn en vervolgens in kisten naar buiten zijn gesmokkeld.
De Turkse president Erdoğan meldde op 10 november dat hij de geluidsopnamen had gedeeld met de Verenigde Staten, Duitsland, Frankrijk en Groot-Brittannië.

### Internationale reacties

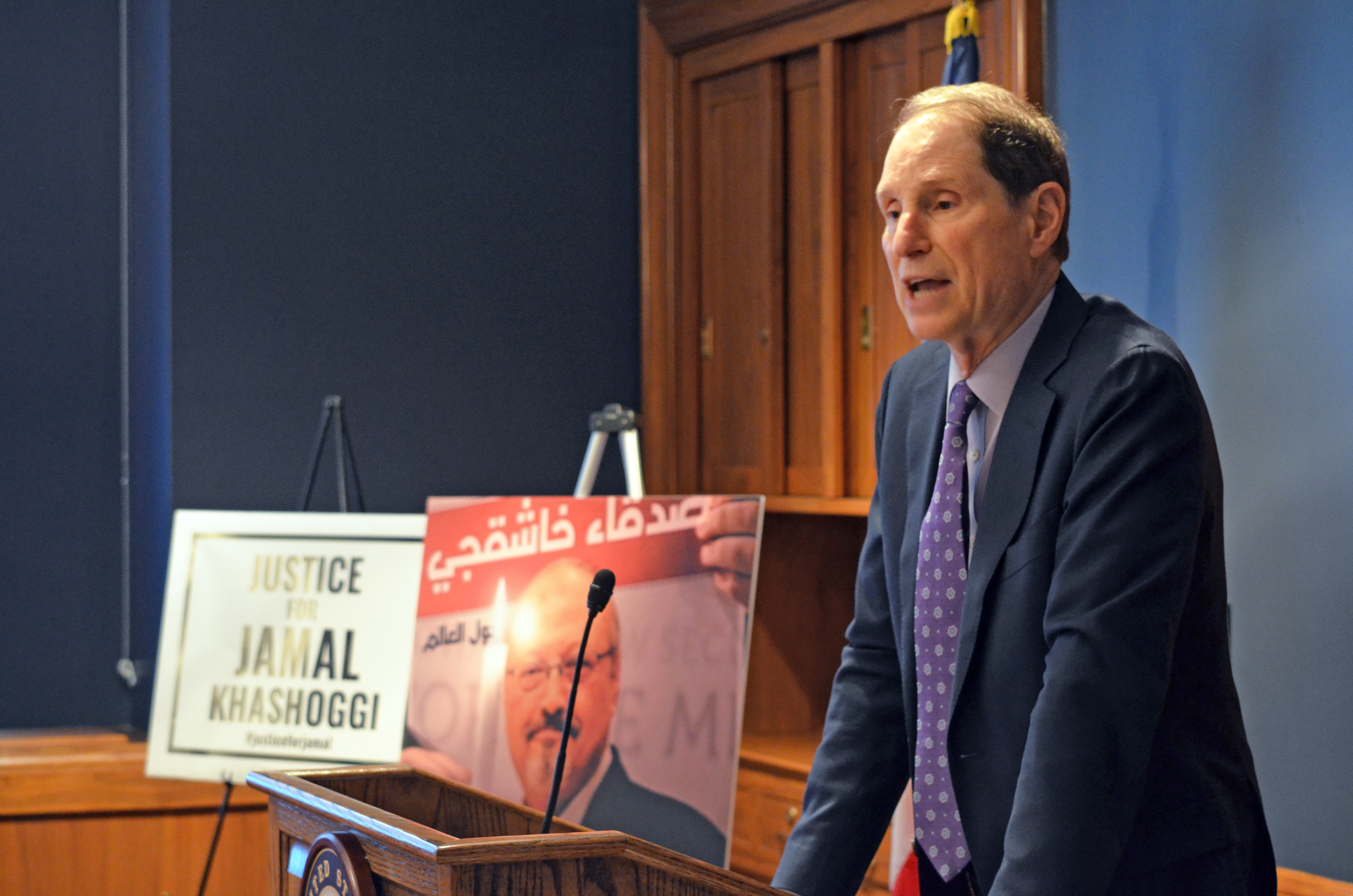
Herdenking van de moord op Khashoggi die in september 2019 werd gehouden in Capitol Hill, en waarbij vertegenwoordigers van een aantal verschillende mensenrechtenorganisaties aanwezig waren. In beeld is senator Ron Wyden.

Op 12 oktober 2018 wilde het Amerikaanse Huis van Afgevaardigden dat wapenverkopen aan Saoedi-Arabië werden stopgezet. President Trump was hier echter op tegen, want hij wilde juist meer handel met Saoedi-Arabië, mede om te voorkomen dat China en Rusland de wapenhandel zouden overnemen. Trump had een wapendeal met het land gesloten ter waarde van 110 miljard dollar. Bovendien is de relatie tussen Trump, schoonzoon Jared Kushner en Salman innig; Salman bezit een verdieping in de Trumptower.
In de weken na de verdwijning maakten verschillende leiders van bedrijven, onder anderen Richard Branson, bekend geen investeringen te zullen doen in Saoedi-Arabië.

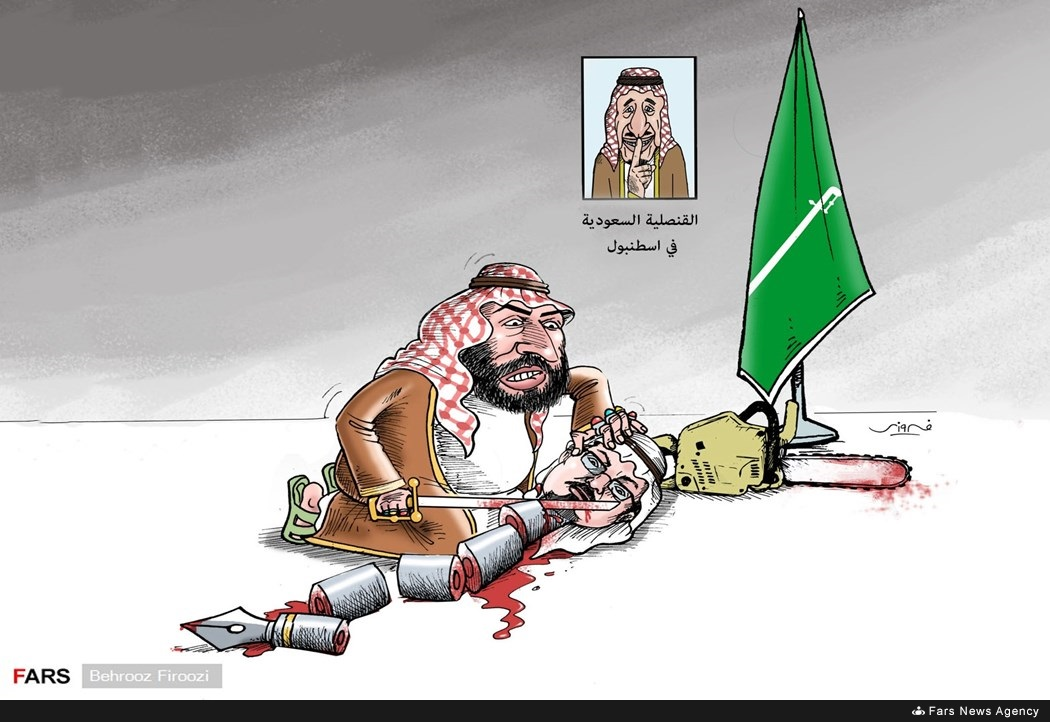
Iraanse cartoon over de moord op Kashoggi

Om een crisis tussen de VS, Turkije en Saoedi-Arabië te voorkomen bezocht de Amerikaanse minister van Buitenlandse Zaken Mike Pompeo eerst Riad voor overleg met Salman en vervolgens Istanboel. Het voorkomen van een crisis is van belang omdat Saoedi-Arabië een militaire bondgenoot is van de VS, en bovendien een grote olieproducent. Ook Salman en president Erdoğan van Turkije hadden zelf onderling contact, teneinde de kwestie niet te laten escaleren.
Michelle Bachelet, Hoge Commissaris voor de Mensenrechten, stelde twee weken na de verdwijning dat de diplomatieke immuniteit van de verdachten opgeheven zou moeten worden om onderzoek te kunnen doen.
Veel genodigden voor de investeerdersconferentie Future Investment Initiative − die voor eind oktober stond gepland in de Arabische hoofdstad Riyad − zegden af, onder wie de Nederlandse minister van Financiën Hoekstra. Ook de Franse minister Le Maire besloot niet af te reizen naar de conferentie. Leiders van grote bedrijven, zoals Dara Khosrowshahi van Uber en Jamie Dimon van JPMorgan Chase, zegden eveneens hun deelname aan de conferentie af.
Speciaal rapporteur van de Verenigde Naties Agnès Callamard die een internationaal mensenrechtenonderzoek leidt naar de moord, bezocht Turkije tussen 28 januari en 3 februari 2019. Het voorlopig rapport van het onderzoek, uitgebracht op 7 februari, meldde dat Khashoggi "het slachtoffer was van een brutale moord met voorbedachten rade, gepland en uitgevoerd door overheidspersoneel van Saoedi-Arabië".
Een op 25 februari 2021 vrijgegeven rapport van de Amerikaanse inlichtingendiensten wees ondubbelzinnig op de verantwoordelijkheid van Mohammad bin Salman voor de moord.

### Veroordelingen
Op 23 december 2019 werden in Riyad vijf mensen veroordeeld tot de doodstraf vanwege hun betrokkenheid bij Khashoggi's dood. Drie anderen kregen gevangenisstraf. In totaal stonden er elf verdachten terecht. Een oud-adviseur van het Saoedische koningshuis werd vrijgesproken. In mei 2020 werd bekend dat de kinderen van Kashoggi de veroordeelde moordenaars vergiffenis schonken, waardoor de doodvonnissen niet voltrokken werden.

### Nabestaanden
De vier kinderen van Khashoggi kregen genoegdoening van het Saoedische regime. In april 2019 werd bekend dat zij elk een villa zouden krijgen in Djedda alsmede een maandelijkse toelage. Koning Salman zou dit hebben goedgekeurd.

### Rechtszaak
Op 3 juli 2020 ging er in Istanboel een rechtszaak tegen 20 verdachten van de moord op Khashoggi van start. De hoofdverdachten waren Ahmed al-Asiri, het hoofd van de Saudische inlichtingendienst, en Saud al-Qahtani, de voormalige adviseur van het Arabische koningshuis. Eind maart 2022 werd bekend dat de rechtszaak zou worden overgedragen aan Saoedi-Arabië, omdat geen enkele van de 26 Saoedische verdachten in een Turkse gevangenis zat. De Turkse minister van Justitie ging mee in dit verzoek.

## Eerbetoon
In juni 2022 werd in Washington het gedeelte van New Hampshire Avenue waar de Saoedische ambassade is gelegen, vernoemd naar Jamal Khashoggi. Tijdens de onthulling werd een verklaring voorgelezen van Khashoggi's verloofde Hatice Cengiz. Zij bekritiseerde de Amerikaanse president Joe Biden vanwege diens bezoek aan Saoedi-Arabië.
- Gemeinsame Normdatei: 13210704X
- International Standard Name Identifier: 0000 0000 3520 547X
- Library of Congress Control Number: n2003065112
- Nationale Bibliotheek van Tsjechië: jo20201062802
- Nationale Bibliotheek van Israël: 987007394589605171
- Système universitaire de documentation: 25082776X
- Virtual International Authority File: 23290596
- WorldCat: E39PBJjT3CVQyBBpgpwBPV3vpP